# ماتيوس ألفيس ماسييل
ماتيوس ألفيس ماسييل (بالبرتغالية: Mateus Alves Maciel‏) هو لاعب كرة قدم برازيلي في مركز الدفاع، ولد في 2 مايو 1984 في Turmalina, Minas Gerais ‏ في البرازيل. لعب مع أتلتيكو غويانيينسي وجامعة كلوج وجمعية بورتوغيزا الرياضية وسبورت ريسيفي ونادي بوا إيسبورت ونادي فيغورينسي ونادي كروزيرو ونادي يبيرانغا.

## وصلات خارجية
- ماتيوس ألفيس ماسييل على موقع قاعدة بيانات كرة القدم.إي يو (الإنجليزية)
- ماتيوس ألفيس ماسييل على موقع Soccerway.com (الإنجليزية)